# Noordodes purpureoflava
Noordodes purpureoflava là một loài bướm đêm trong họ Crambidae.